# Rizeafcă
Rizeafca (Alosa tanaica), sau rizafca, este un pește teleostean răpitor marin anadrom din Marea Neagră și Marea Azov care pătrunde pentru reproducere în lacurile litorale sau în cursurile inferioare ale fluviilor (Dunăre, Nistru, Prut, Nipru, Don , Kuban) din familia clupeidelor (Clupeidae) înrudit cu scrumbia. Este un relict ponto-caspic.
Are o lungimea obișnuită 20 cm, excepțională 25 cm și o greutatea obișnuită 50 g, excepțională 130 g. Corpul este alungit, comprimat lateral, abdomenul cu o carenă în muchie de cuțit  acoperită cu 30-35 solzi înguști. Corpul mai înalt și mai comprimat lateral decât la celelalte scrumbii. Capul comprimat lateral are gura mare, așezată terminal și prevăzută cu dinți mărunți. Coloritul corpului este cenușiu-verzui sau albăstrui închis pe spate, iar pe laturi și abdomen alb-argintiu. Capul este aproape negru. Mai rar, se observă în urma marginii supero-posterioare a operculului până la 4-5 pete negre, rotunde, dispuse în linie, de fiecare latură a corpului.
Se hrănește cu larve de insecte, crustacei, pești mici (gingirică, hamsii), și cu alevinii altor pești. Depune icre pelagice în fluvii sau în lacurile litorale învecinate, în mai-iunie.
Are valoare economică mare, fiind pescuită în cantități apreciabile. Carnea de rizeafcă este mai puțin gustoasă, cu grăsimi între 3-4%, și se consumă sărată.
Alosa tanaica include câteva subspecii descrise în clasificările mai vechi sub denumirile : 
- Alosa caspia nordmanni (Antipa, 1904), Marea Neagră (partea de vest).
- Alosa caspia palaeostomi (Sadowsky, 1934),  Marea Neagră (partea de sud-est).
- Alosa caspia tanaica (Grimm, 1901), Marea Azov și părțile adiacente de est a Mării Negre

În România trăiește o subspecie Alosa caspia nordmanni, rizeafcă de Dunăre, endemică din Marea Neagră, descrisă de naturalistul român Antipa în 1904 .